# Svartlå
Svartlå (lulesamisch: Bulldo)  ist ein Ort (Småort) in der schwedischen Provinz Norrbottens län und der historischen Provinz Norrbotten.
Der Ort liegt etwa 30 km nordwestlich der Gemeinde Boden und etwa 60 km nordwestlich der Stadt Luleå am Lule älv. Durch Svartlå führt der Riksväg 97 und es zweigen die Länsvägar 748, 749 und 752 ab.
Bis 2005 wurde Övre Svartlå als eigenständiger Småort/Tätort ausgewiesen. Ab 2010 wurde ein gemeinsamer Tätort mit Nedre Svartlå unter dem Namen Svartlå ausgewiesen. Allerdings erreichte der Ort 2015 nicht mehr die Kriterien eines Tätortes.
Zwei Kilometer nördlich von Svartlå befindet sich das Skigebiet Storklinten.